# Tessennano
Tessennano là một đô thị ở tỉnh Viterbo trong vùng Latium của Ý, có cự ly khoảng 90 km về phía tây bắc của Roma và khoảng 25 km về phía tây của Viterbo. Tại thời điểm ngày 31 tháng 12 năm 2004, đô thị này có dân số 399 người và diện tích là 14,6 km².
Tessennano giáp các đô thị: Arlena di Castro, Canino, Cellere, Tuscania.